# FK Slavoj Kojetín-Kovalovice
Fotbalový klub Slavoj Kojetín-Kovalovice je český fotbalový klub z města Kojetín, který v sezoně 2016/17 sestoupil z Přeboru Olomouckého kraje do I. A třídy Olomouckého kraje (6. nejvyšší soutěž).
Klub byl založen v roce 1908 pod názvem SK Kojetín. V roce 2012 bylo dohodnuto sloučení kojetínského celku s klubem TJ Sokol Kovalovice (založen v roce 1942). Od sezóny 2012/13 tak klub vystupuje pod názvem FK Slavoj Kojetín-Kovalovice.

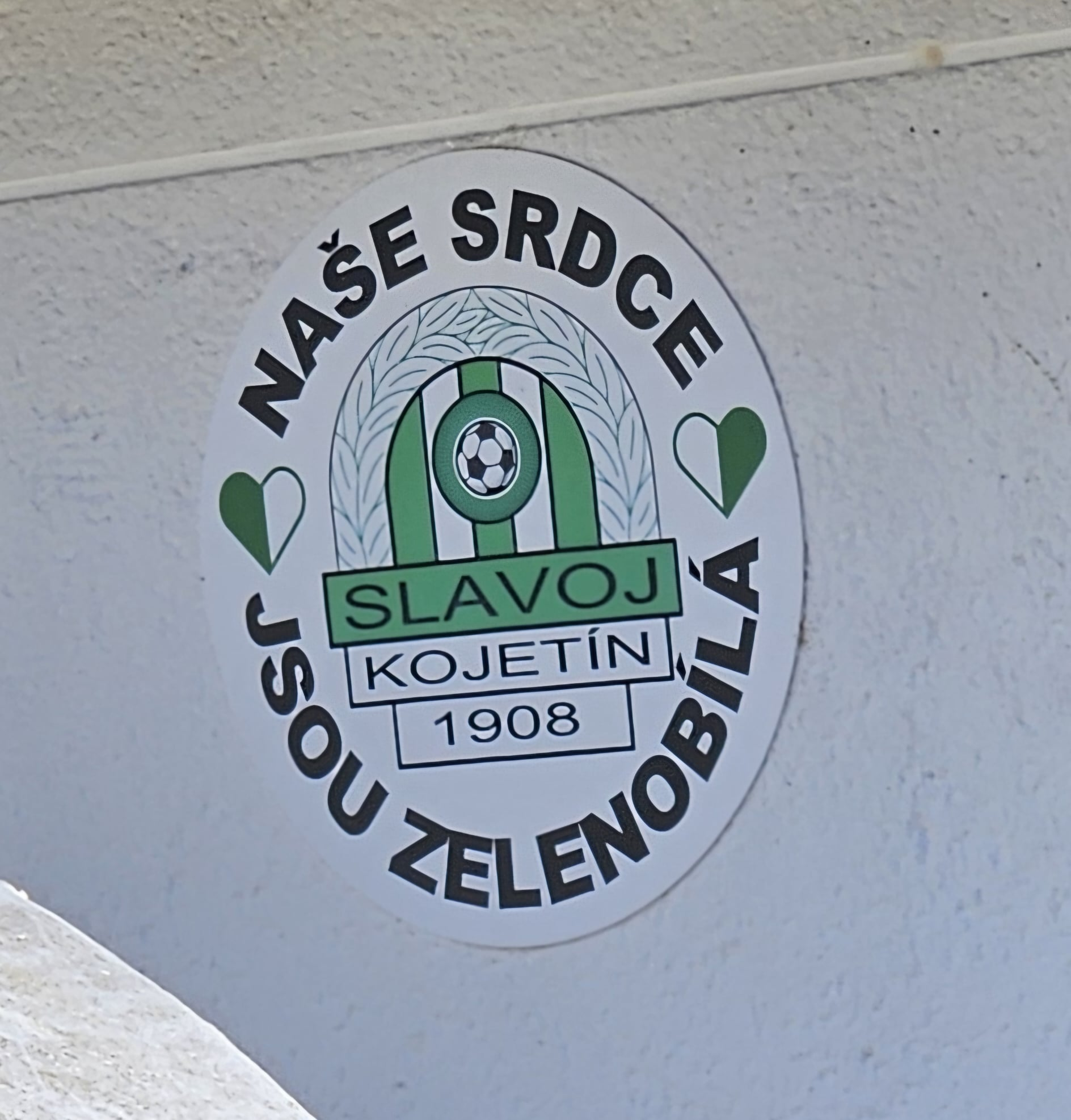
logo klubu

Své domácí zápasy odehrává na stadionu v Kojetíně.

## Historické názvy
Zdroj: 
- 1908 – SK Kojetín (Sportovní klub Kojetín)
- 1948 – JTO Sokol Kojetín (Jednotná tělovýchovná organisace Sokol Kojetín)
- 1953 – DSO Slavoj Kojetín (Dobrovolná sportovní organisace Slavoj Kojetín)
- 1957 – TJ Slavoj Kojetín (Tělovýchovná jednota Slavoj Kojetín)
- 2012 – FK Slavoj Kojetín-Kovalovice (Fotbalový klub Slavoj Kojetín-Koválovice)

## Umístění v jednotlivých sezonách
Zdroj: 
Legenda: Z - zápasy, V - výhry, R - remízy, P - porážky, VG - vstřelené góly, OG - obdržené góly, +/- - rozdíl skóre, B - body, červené podbarvení - sestup, zelené podbarvení - postup, fialové podbarvení - reorganizace, změna skupiny či soutěže
| Československo (1964 – 1993) |                                           |        |    |    |       |    |    |    |     |    |        |
| Sezóny                       | Liga                                      | Úroveň | Z  | V  | R     | P  | VG | OG | +/− | B  | Pozice |
| 1964/65                      | I. B třída Severomoravského kraje – sk. C | 5      | 22 | 7  | 4     | 11 | 38 | 55 | −17 | 18 | 10.    |
| 1965/66                      | I. B třída Severomoravské oblasti – sk. C | 6      | 22 | 7  | 3     | 12 | 31 | 39 | −8  | 17 | 11.    |
| ...                          |                                           |        |    |    |       |    |    |    |     |    |        |
| Česko (1993 – )              |                                           |        |    |    |       |    |    |    |     |    |        |
| Sezóny                       | Liga                                      | Úroveň | Z  | V  | R     | P  | VG | OG | +/− | B  | Pozice |
| 1993/94                      | I. B třída Hanácké župy – sk. A           | 7      | 26 | 14 | 4     | 8  | 56 | 42 | +14 | 32 | 2.     |
| 1994/95                      | I. B třída Hanácké župy – sk. A           | 7      | 26 | 5  | 7     | 14 | 46 | 76 | −30 | 22 | 13.    |
| ...                          |                                           |        |    |    |       |    |    |    |     |    |        |
| 2002/03                      | I. B třída Olomouckého kraje – sk. B      | 7      | 26 | 9  | 6     | 11 | 45 | 56 | −11 | 33 | 7.     |
| 2003/04                      | I. B třída Olomouckého kraje – sk. A      | 7      | 26 | 12 | 2     | 12 | 57 | 49 | +8  | 38 | 7.     |
| 2004/05                      | I. B třída Olomouckého kraje – sk. A      | 7      | 24 | 8  | 6     | 10 | 35 | 41 | −6  | 30 | 9.     |
| 2005/06                      | I. B třída Olomouckého kraje – sk. A      | 7      | 26 | 10 | 4     | 12 | 49 | 57 | −8  | 34 | 7.     |
| 2006/07                      | I. B třída Olomouckého kraje – sk. A      | 7      | 26 | 10 | 5     | 11 | 35 | 40 | −5  | 35 | 7.     |
| 2007/08                      | I. B třída Olomouckého kraje – sk. A      | 7      | 26 | 17 | 3     | 6  | 70 | 33 | +37 | 54 | 3.     |
| 2008/09                      | I. B třída Olomouckého kraje – sk. A      | 7      | 26 | 19 | 5     | 2  | 70 | 33 | +37 | 62 | 1.     |
| 2009/10                      | I. A třída Olomouckého kraje – sk. B      | 6      | 26 | 10 | 7     | 9  | 54 | 44 | +10 | 37 | 6.     |
| 2010/11                      | I. A třída Olomouckého kraje – sk. B      | 6      | 26 | 17 | 3     | 6  | 50 | 20 | +30 | 54 | 2.     |
| 2011/12                      | I. A třída Olomouckého kraje – sk. B      | 6      | 26 | 16 | 4     | 6  | 59 | 34 | +25 | 52 | 2.     |
| 2012/13                      | I. A třída Olomouckého kraje – sk. B      | 6      | 26 | 19 | 2     | 5  | 70 | 38 | +32 | 59 | 2.     |
| 2013/14                      | Přebor Olomouckého kraje                  | 5      | 28 | 11 | 7     | 10 | 43 | 40 | +3  | 40 | 6.     |
| 2014/15                      | Přebor Olomouckého kraje                  | 5      | 30 | 15 | 5     | 10 | 63 | 40 | +23 | 50 | 5.     |
| 2015/16                      | Přebor Olomouckého kraje                  | 5      | 30 | 6  | 7     | 17 | 43 | 76 | −33 | 25 | 15.    |
| 2016/17                      | Přebor Olomouckého kraje                  | 5      | 28 | 5  | 3 / 4 | 16 | 37 | 63 | −26 | 25 | 13.    |
| 2017/18                      | I. A třída Olomouckého kraje – sk. B      | 6      | 26 | 8  | 4 / 3 | 11 | 45 | 60 | −15 | 35 | 9.     |
| 2018/19                      | I. A třída Olomouckého kraje – sk. B      | 6      | 26 | 7  | 9     | 10 | 43 | 51 | −8  | 35 | 7.     |
| 2019/20                      | I. A třída Olomouckého kraje – sk. B      | 6      | 14 | 4  | 1     | 9  | 22 | 45 | −23 | 14 | 9.     |
| 2020/21                      | I. A třída Olomouckého kraje – sk. B      | 6      | 10 | 2  | 3     | 5  | 13 | 33 | −20 | 11 | 11.    |

Poznámky:
- Od ročníku 2016/17 včetně se hraje v Olomouckém kraji tímto způsobem: Pokud zápas skončí nerozhodně, kope se penaltový rozstřel. Jeho vítěz bere 2 body, poražený pak jeden bod. Za výhru po 90 minutách jsou 3 body, za prohru po 90 minutách není žádný bod.
- 2019/20: Sezona nedohrána kvůli pandemii covidu-19.
- 2020/21: Sezona nedohrána kvůli pandemii covidu-19.

## FK Slavoj Kojetín-Kovalovice „B“
FK Slavoj Kojetín-Kovalovice „B“ byl rezervním týmem Kojetína-Kovalovic, který odehrál poslední pět sezon v I. B třídě Olomouckého kraje (7. nejvyšší soutěž). Rezervní tým vznikl v roce 2012 z bývalého týmu Sokola Kovalovice.
Největšího úspěchu dosáhl v sezóně 2015/16, kdy se v I. B třídě Olomouckého kraje (7. nejvyšší soutěž) umístil na 1. místě.

### Umístění v jednotlivých sezonách
Zdroj: 
Legenda: Z - zápasy, V - výhry, R - remízy, P - porážky, VG - vstřelené góly, OG - obdržené góly, +/- - rozdíl skóre, B - body, červené podbarvení - sestup, zelené podbarvení - postup, fialové podbarvení - reorganizace, změna skupiny či soutěže
| Česko (2012 – 2018) |                                      |        |    |    |       |    |    |    |     |    |        |
| Sezóny              | Liga                                 | Úroveň | Z  | V  | R     | P  | VG | OG | +/− | B  | Pozice |
| 2012/13             | Okresní přebor Přerovska             | 8      | 26 | 17 | 4     | 5  | 76 | 38 | +38 | 55 | 1.     |
| 2013/14             | I. B třída Olomouckého kraje – sk. A | 7      | 26 | 11 | 5     | 10 | 48 | 41 | +7  | 38 | 7.     |
| 2014/15             | I. B třída Olomouckého kraje – sk. A | 7      | 26 | 11 | 6     | 9  | 48 | 42 | +6  | 39 | 3.     |
| 2015/16             | I. B třída Olomouckého kraje – sk. A | 7      | 26 | 17 | 4     | 5  | 66 | 36 | +30 | 55 | 1.     |
| 2016/17             | I. B třída Olomouckého kraje – sk. A | 7      | 26 | 9  | 3 / 3 | 11 | 47 | 56 | −9  | 36 | 8.     |
| 2017/18             | I. B třída Olomouckého kraje – sk. A | 7      | 26 | 9  | 4 / 2 | 11 | 57 | 62 | −5  | 37 | 8.     |